# El hombre del año (película de 2006)
El hombre del año es una película estadounidense de 2006, escrita y dirigida por Barry Levinson. Protagonizada por Robin Williams, Christopher Walken, Laura Linney, Lewis Black y Jeff Goldblum en los papeles principales. 

## Reparto
- Robin Williams - Tom Dobbs
- Christopher Walken - Jack Menken
- Laura Linney  - Eleanor Green
- Lewis Black  - Eddie Langston
- Jeff Goldblum  - Stewart
- David Alpay  - Danny
- Faith Daniels  - Moderador
- Rick Roberts  - James Hemmings
- Karen Hines  - Alison McAndrews
- Linda Kash  - Jenny Adams
- Jacqueline Pillon - Técnico de seguridad
- David Nichols - Presidente Kellogg
- David Ferry - Senador Mills

## Argumento
La película fue producida como un film biográfico, basado vagamente en la vida de Jon Stewart y Bill Maher. 
En esta comedia, Robin Williams retrata a Tom Dobbs, un popular cómico, presentador de un talk-show, quien animado por su audiencia, decide lanzarse al mundo de la política.

## Filmación
La película fue filmada en Toronto y en Hamilton, Ontario, Canadá